# Suica
Suica (スイカ Suika) er et genoptankeligt kontaktfrit betalingschipkort, som primært benyttes til betaling for togtransport i Japan, dvs. en slags rejsekort. Kortet kom på markedet 18. november 2001 og benyttes på JR Eaststationer i Kantō-regionen. Det benyttes desuden sammen med JR Wests ICOCA-kort i Kansai-regionen og i San'yō-regionen. Det fungerer også sammen med JR Centrals TOICA-kort og JR Kyushus SUGOCA-kort. Suica fungerer også som betalingsmiddel i butikker og kiosker især på togstationer. Oktober 2009 var der i alt 30,01 mio. Suica-kort i omløb.
Suica er 100 % kompatibelt med Pasmo-kortet og fungerer derfor stort set på alle tog, sporveje, metroer og busser i Stortokyo.

## Etymologi
Suica står for "Super Urban Intelligent CArd", og forkortelsen er også ordspil for det japanske ord for vandmelon "suika". En yderligere betydning kommer fra ideophone "sui sui" som betyder "at bevæge gnidningsløst", dermed fremhæves bekvemmeligheden i forhold til andre typer togbilletter.

## Typer af kort
Suica-kort sælges af flere jernbaneselskaber:
- Suica card: sælges af JR East
- MySuica card: sælges af JR East
- View Suica card: sælges af JR East
- Rinkai Suica card: sælges af Tokyo Waterfront Area Rapid Transit (Rinkai Line)
- Monorail Suica card: sælges af Tokyo Monorail

## Teknologi
Brugen af kortet indebærer at det holdes over en kortlæser, kontakt med kortlæseren er ikke påkrævet.
Kortet gør brug af kontaktfri radiofrekvens indentifikation (RFID-teknologi), som er udviklet af Sony og som kaldes FeliCa. Samme teknologi benyttes i Edy-betalingskortet der benyttes i Japan, Octopus card i Hongkong og EZ-Link Card i Singapore.

## Mobile Suica
Januar 2006 blev en version kaldet Mobile Suica indarbejdet i mobile FeliCa-mobile-tegnebøger. Med dette system kan saldo kontrolleres og kortet kan optankes via mobiltelefon og optankninger kan trækkes direkte på telefonregningen.